# Live in Montreux 1969
A Live in Montreux 1969 a Deep Purple egyik koncertalbuma. A felvétel 1969. október 4-én készült Montreuxben, az egyik legkorábbi felvétel az együttes híressé vált második felállásától (Mk. II.) A koncerten két jellegzetes szám is elhangzott a későbbi In Rock lemezről: a Child in Time és a Speed King egy korai változata, ami a Kneel & Pray címet kapta.

Az album első kiadásának a címe szintén Kneel & Pray volt.

## Számok listája
- 1. lemez

1. Kneel & Pray (Speed King) – 5.54
2. Hush – 6.20
3. Child In Time – 12.38
4. Wring That Neck – 20.30

- 2. lemez

1. Paint It Black – 10.48
2. Mandrake Root – 22.08
3. Kentucky Woman – 6.00

## Előadók
- Ian Gillan – ének
- Ritchie Blackmore – szólógitár
- Jon Lord – billentyűk
- Roger Glover – basszusgitár
- Ian Paice – dob